# オンラインスキャン
オンラインスキャン (On-Line Scan) とは、コンピュータが、ウイルスに感染しているか否かを、インターネット上で確認する無償サービス。
多くはウイルス対策ソフトメーカーにより提供されているが、ISPが加入者向けに加入者限定で行っているものもある。
ActiveXを用いるため、Internet Explorerのみ利用可。多くサービスではウイルス検出のみで、予防・駆除・削除は不可。一部、ウイルス駆除可能なサービスもある。

## 主なサービス提供会社
- トレンドマイクロ（ウイルスバスターなど）
- ESET (ESET Smart Security)
- マカフィー（マカフィー アンチウイルスなど）
- カスペルスキー・ラボ（Kaspersky Anti-Virusなど）
- 日本エフ・セキュア（F-Secure インターネットセキュリティなど）
- マイクロソフト（Microsoft Safety Scanner）
- Google（VirusTotal）